# In Colour
In Colour è il primo album in studio da solista del produttore e musicista inglese Jamie xx, conosciuto anche come membro del gruppo The xx. Il disco è uscito nel maggio 2015.

## Tracce
1. Gosh – 4:51
2. Sleep Sound – 3:52
3. SeeSaw (featuring Romy) – 4:28
4. Obvs – 3:51
5. Just Saying – 1:23
6. Stranger in a Room (featuring Oliver Sim) – 2:57
7. Hold Tight – 4:03
8. Loud Places (featuring Romy) – 4:43
9. I Know There's Gonna Be (Good Times) (featuring Young Thug & Popcaan) – 3:33
10. The Rest Is Noise – 4:58
11. Girl – 4:05

## Classifiche
| Classifica (2015) | Posizione raggiunta |
| ----------------- | ------------------- |
| Australia         | 2                   |
| Italia            | 39                  |
| Regno Unito       | 3                   |
| Stati Uniti       | 21                  |